# Myersophis alpestris
Myersophis alpestris är en ormart som beskrevs av Taylor 1963. Myersophis alpestris är ensam i släktet Myersophis som ingår i familjen snokar. Inga underarter finns listade i Catalogue of Life.
Arten upptäcktes på högplatån Banaue på ön Luzon (Filippinerna). Fyndplatsen ligger 1980 meter över havet. Exemplaret som användes för artens vetenskapliga beskrivning (holotyp) finns inte kvar. Levnadssättet är okänt.
Fram till 2007 var endast två individer kända. IUCN kategoriserar arten globalt som otillräckligt studerad.